# Calvia explanata
Calvia explanata — вид божьих коровок из рода Calvia, описанный в 2014 году Janakiraman Poorani в Индии. Видовой эпитет является прилагательным латинского происхождения и относится к сплюснутым краям надкрылий.

## Описание
Длина тела 7,50-9,00 мм; ширина тела 6,00-8,00 мм. Форма тела широкоовальная, спина выпуклая, самое широкое место - перед серединой надкрылий, длина надкрылий почти такая же, как и длина; тело гладкое, кроме головы с серебристо-белыми волосками. Спинка от ярко-лимонно-желтого до желтовато-зеленого цвета, за исключением боковых краев
переднеспинки и прозрачных надкрылий, переднеспинка с нечеткой М-образной маркировкой.
Усики, ротовая часть и брюшная сторона желтовато-коричневые; брюшная поверхность покрыта
коротким серебристо-белым опушением. Головка с клиновидным краем, усеченная между боковыми
выступы; глаза выпуклые, внутренние края глаз отчетливо расходятся кпереди.
Антенна 11-члениковая, удлиненная, >2× длиннее, чем межокулярное расстояние, с
умеренно длинной 3-члениковой булавкой, концевая антенномера овальная, апикально уплощенная.
Дырочки на голове неглубокие, разделенные 2-5 их диаметрами, промежутки между
дырочками с отчетливой сетчатой микроскульптурой. Переднеспинка мелко пунктирована, дырочки
разделены 2-5 их диаметрами, промежутки с сильной сетчатой микроскульптурой на диске,
более выраженной к боковым краям. Дырочки на надкрыльях немного больше и больше
широко расставленные, чем на переднеспинке, разделенные их 3-6 диаметрами, промежутки
более блестящие, чем на переднеспинке, с микроскульптурой; боковые расширения надкрылий с
более крупными и грубыми проколами. Протернальный межкоксальный отросток выпуклый, без киля.
Мезовентрит медиально полукругло заостренный. Метавентрит с различением.
Эпиплейрон широкий, глубоко вогнутый, отчетливо опускающийся снаружи. Мезо- и
плюсневые кости с парой верхушечных шпор. Предплюсневые когти аппендикулярные. Брюшная посткоксальная
линия очень короткая, не достигает заднего края вентрита 1. Задний край
вентрита 5 неглубокий и широко заострен, у вентрита 6 медиально более
глубоко заострен. Гениталии самца, с парамерами длиннее, чем проводник пениса, вершины покрыты густыми удлиненными
волосками; проводник пениса при внутреннем осмотре удлиненный, цилиндрический в передней половине, задняя
половина отчетливо сужена, треугольный с трубчатой вершиной; пенис с отчетливой
капсулой, сильно изогнутый, образованный на вершине в сильно изогнутый отросток.
Самка внешне похожа на самца. Сперматека объёмная, семенной проток несколько резко утолщен немного после базальной трети;
присутствует инфундибулум, состоящий из пары, по-видимому, пластинчатых структур.
Этот вид внешне похож на Calvia albida, Calvia flaveola и Calvia championorum. Он особенно близок к C. albida по пятнистому рисунку надкрылий
с несколькими более мелкими пятнами. Как C. albida, так и C. explanata имеют схожий
ареал распространения в Индии и встречаются в северо-восточной Индии и Непале. Calvia albida также
распространён в Китае. Calvia explanata отличается от C. albida
отчетливо более широким, более округлым контуром тела и поясненными краями надкрылий. Гениталии самца также отличаются более узким и удлиненным направляющим полового члена
и удлиненным верхушечным отростком, покрытым пленкой. У C. albida
направляющая полового члена отчетливо шире, немного выходит за середину, а задняя половина намного
менее сужен, и пенис имеет более прочную базальную капсулу, а вершина отличается.

## Распространение
Индия, штат Сикким, и Непал. Этот вид, похоже, имеет древесную среду обитания, как и многие другие виды Calvia, поскольку некоторые из исследованных образцов были собраны на роде растений Alnus. В 2020, был обнаружен в Манипуре.